# 士嘉堡
士嘉堡（發音為 /ˈskɑrbəroʊ/ 或 /ˈskɑrbroʊ/ ），或称斯卡波羅，是加拿大安大略省多倫多市東部的一個地區。經過200多年的發展，士嘉堡曾一度於大多倫多市内具有市級行政地位，但自從1998年大多六市合併後已成為多倫多市的一部分。縱雖如此，「士嘉堡」一名仍受民眾廣泛使用，而加拿大郵政亦仍然接受只填上而沒有的地址。第二次世界大戰後，士嘉堡成為抵加移民的熱門聚居地點，並發展成大多倫多地區內族裔最多樣化的社區之一。據2021年人口普查，士嘉堡區的人口有629,941人。
「士嘉堡」一名是由上加拿大首任總督約翰·格雷夫斯·閃高的夫人伊利沙伯·閃高所取。士嘉堡瀕臨安大略湖湖岸的峭壁令閃高夫人想起英格蘭約克郡士嘉堡一帶的石灰岩懸崖，因而得名。在此之前，該帶曾以蘇格蘭的格拉斯哥為名。

## 歷史

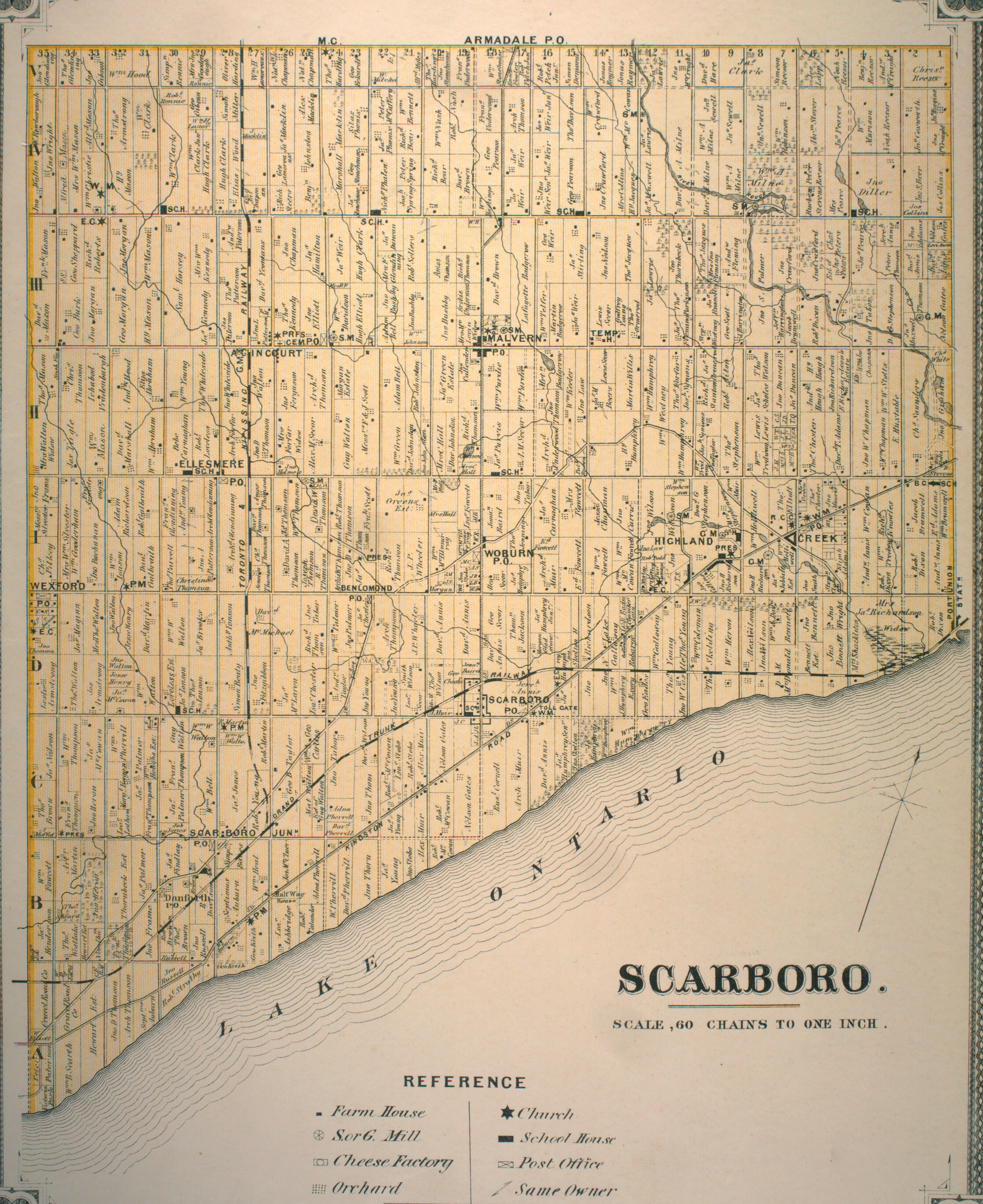
1880年代士嘉堡地圖

考古學家在士嘉堡發現遊牧民營地的遺跡，推算人類最早於公元前8000年已於此處出沒，但沒有找到任何永久聚落的痕跡。到了17世紀，士嘉堡一帶先後成為辛力加族和密西沙加族原住民的居所。1793年英國殖民政府在此展開勘探，再於1796年正式開放該帶予英裔殖民定居。1832年，首座郵局於士嘉堡村啓用。士嘉堡於1850年正式設鄉，鄉政府由一名鄉長（reeve）、一名副鄉長和三名鄉議員組成，各職位每年由民選產生。
隨著多倫多市逐漸往東伸展，士嘉堡的京士頓道和丹佛路走廊也相應發展成住宅區，並帶動區内對公共交通服務的需求。多倫多與士嘉堡電力鐵路公司遂於1893年開通一條市際電車綫連接兩地。該綫一直維持服務，到1936年被巴士服務取代為止。
1953年4月15日，士嘉堡聯同包括多倫多市在内的另外12個城鎮一起脫離約克縣，並組成新的大多倫多市。士嘉堡鄉議會獲保留，而鄉長則同時擔任大多倫多市議會内代表士嘉堡的議員。士嘉堡於1967年改設區（borough），鄉長一職被區長（mayor）取代。1973年杜林區成立之際，原屬皮克靈的紅河西區轉交士嘉堡。士嘉堡再於1983年改設市。
1998年，士嘉堡連同北約克、怡陶碧谷、約克、東約克和舊多倫多市合併成新的多倫多市。

## 地理
士嘉堡的西界是維多利亞公園路；東界為紅河、小紅溪和士嘉堡－皮克靈鎮綫大道；北界為士刁士東路；南臨安大略湖。
士嘉堡大致上是位於海倫溪和紅河的流域。海倫溪主要是位於士嘉堡區的西部，其流域達士嘉堡區面積約70%；紅河則主要流經士嘉堡東部。兩條河流位於安大略湖的三角洲皆受加拿大國家鐵路的湖濱綫路軌所阻而成了狹窄的河道。海倫溪流域内85%的土地皆已開發，其都市化程度是多倫多地區内河川流域之首。相對而言，紅河河谷的自然環境尚算保留完整，還是鹿、狐狸和郊狼等野生物的棲身之所，並構成紅河國家城市公園的一部分。
士嘉堡峭壁位於士嘉堡瀕臨安大略湖的湖岸，沿湖岸東西伸延約14公里，最高處有60米高。峭壁為末次冰期時易洛魁湖湖岸綫的一部分。經過長年累月的侵蝕，部分位於峭壁邊緣的建築已因安全為由被拆除，而當局自1980年代起亦於峭壁底部的岸灘以石灰岩修築防波堤以鞏固峭壁。

## 人口

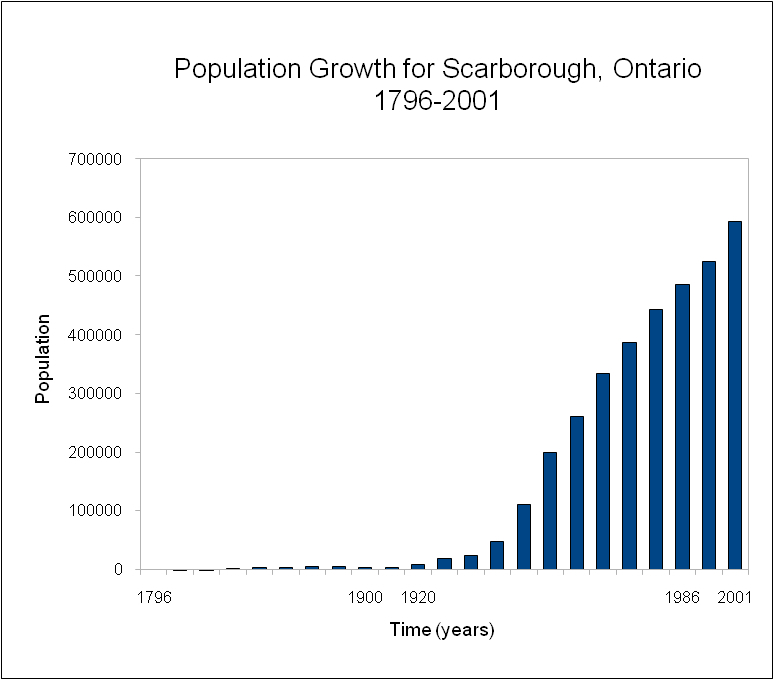
士嘉堡歷年人口（1796年–2001年）

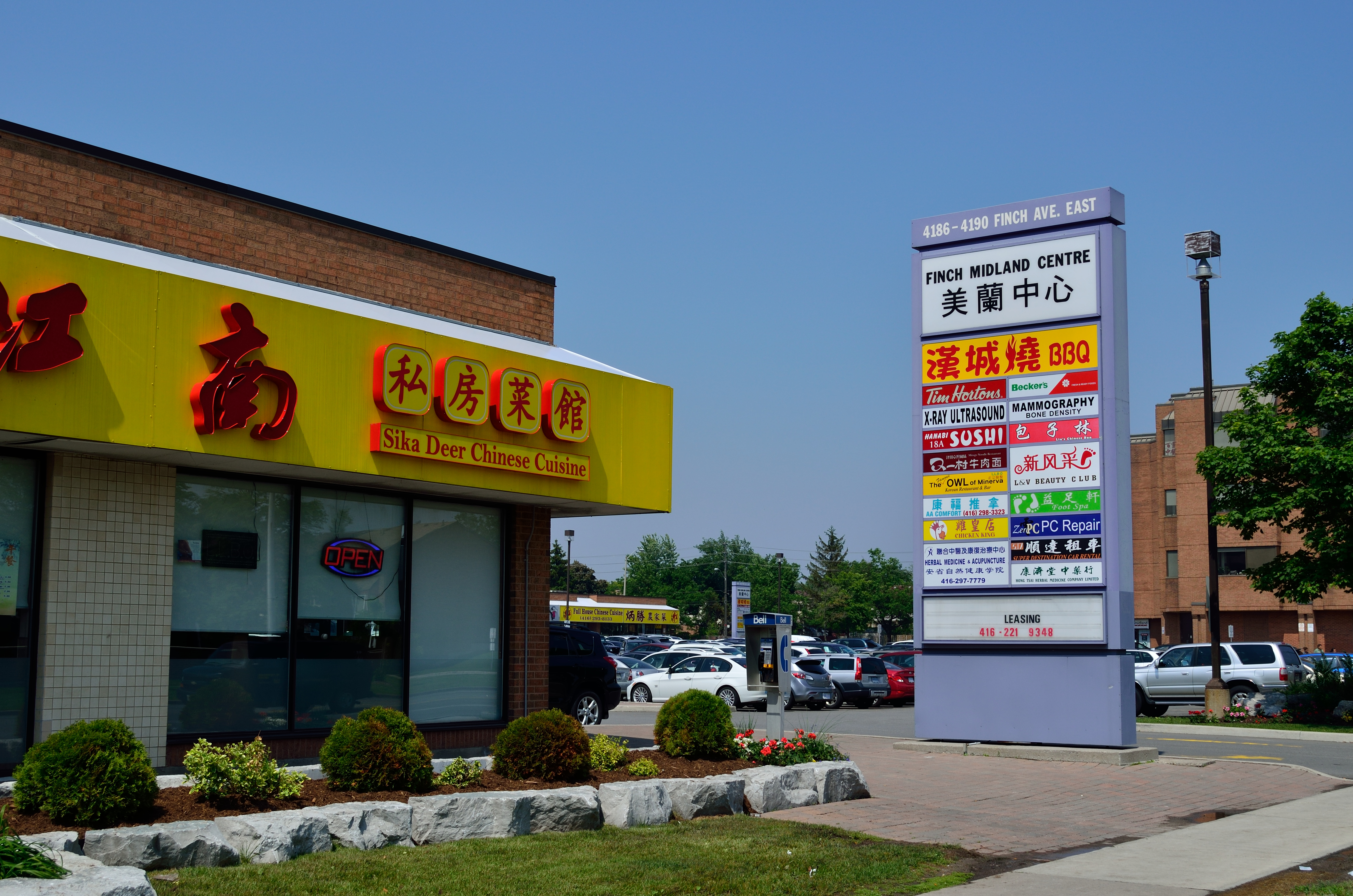
位於芬治東路夾美蘭路的美蘭中心，為士嘉堡區內眾多華人商場之一

據2021年人口普查，士嘉堡區的人口為629,941，較2016年的632,098人下跌0.3%；人口密度為每平方公里3356人。區內52%居民年齡介乎25-64歲、21%居民為14歲或以下、15%介乎15-24歲、餘下12%則為65歲或以上長者；預計到2041年長者將佔士嘉堡人口近30%。
士嘉堡區的居民中有不少是第一代移民或其子女。2006年士嘉堡區的人口中有57%於加拿大以外出生，更有67.4%為有色人種。居民中22.0%為南亞裔，19.5%為華裔，10.3%為黑人，菲律賓人則佔6.5%；其他有色少數族裔則各佔少於2%。移民人口眾多令士嘉堡區趨向族裔多元化，當中華裔商舖和食肆林立愛靜閣區，而京士頓道、艾靈頓東路和羅倫斯東路等區内要道沿途亦佈滿加勒比式、中式和清真餐館，以及服務其他族裔的商戶。
20世紀後期大多倫多地區的華裔人口陸續上升，升幅更隨著香港移民潮於1980年代展開而擴大，令獨立屋供應充裕的士嘉堡成為華裔家庭置業的熱門選擇。當中坐落雪柏東路夾堅尼地道一帶的愛靜閣社區從1970年代末至80年代發展成士嘉堡的華人重鎮，更一度有稱士嘉堡唐人街。士嘉堡的華人商業區此後沿雪柏東路往東伸延至冰梨道，並往北沿堅尼地道、美蘭路和冰梨道伸延到芬治東路以至士刁士東路，涵蓋美麗徑社區。位於雪柏東路夾進德路（Progress Avenue）的大多倫多中華文化中心於1998年落成啓用，而時至今日士嘉堡仍有大量華人居民和商戶。此外，士嘉堡亦具有斯里蘭卡以外最大的斯里蘭卡泰米爾人社區。
2021年人口普查顯示士嘉堡區居民宗教信仰分佈如下：
- 273,035人信奉基督教（43.78%）
- 154,465人無宗教信仰（24.77%）
- 86,935人信奉伊斯蘭教（13.94%）
- 84,925人信奉印度教（13.62%）
- 14,620人信奉佛教（2.34%）
- 4,940人信奉錫克教（0.79%）
- 925人信奉猶太教（0.15%）
- 85人具有原住民神靈信仰（0.01%）
- 3,680人具有其他宗教信仰（0.59%）

## 經濟

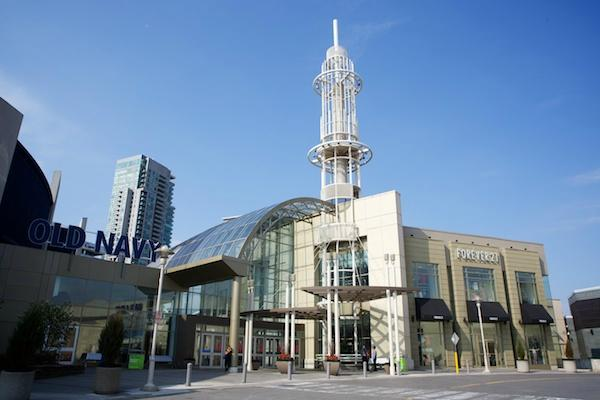
士嘉堡中心商場坐落士嘉堡城市中心，為當地的主要購物商場

士嘉堡區內的工商活動與多倫多市整體大致相若，但製造業佔士嘉堡區經濟的比例較高，而專業和科技服務佔區內經濟的比例則較低。在士嘉堡設置總部或大型辦公場所的企業包括豐田汽車、歐文斯康寧、企業控股、貝爾傳媒、梯瓦製藥、皇家杜爾頓、斯凱孚、安費諾、阿法拉伐集團、總裁首選財務、英傑華集團、研科和李錦記加拿大分公司，而亞馬遜公司亦於2020年在士嘉堡北部開設履行中心。
介乎前士嘉堡輕鐵麥高雲站和美蘭站之間的地域發展成為士嘉堡城市中心，為士嘉堡的主要商業區，以至多倫多市繼市中心後的次要商業區之一。此處亦是前士嘉堡市政府總部所在，六市合併後多倫多市政府亦沿用此處的市政設施。當地要點包括士嘉堡中心商場、亞厘畢·金寶廣場、以及聯邦政府辦公大樓。

## 基礎建設

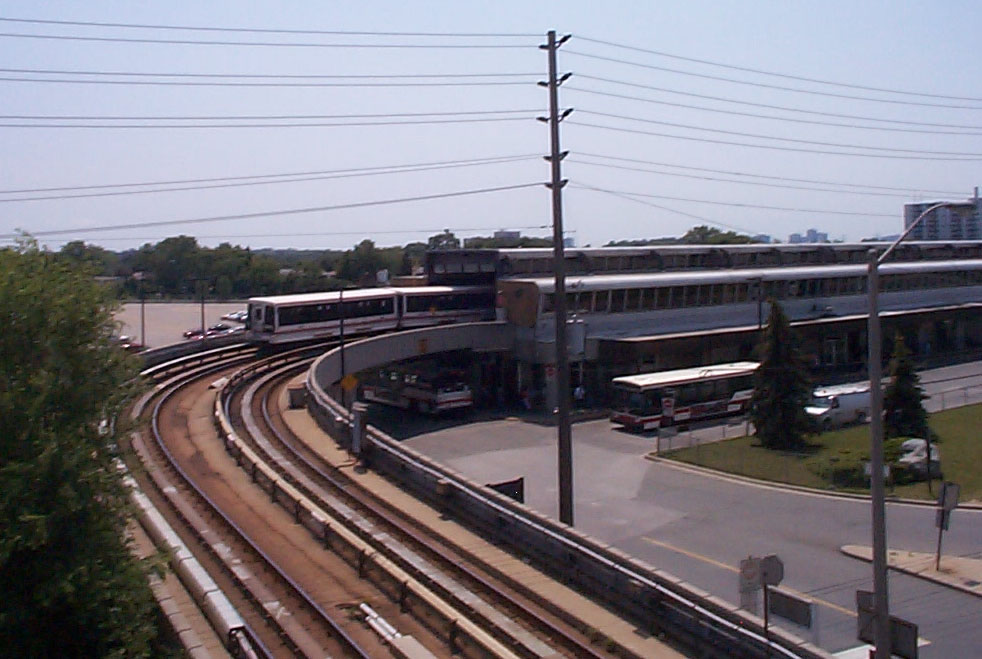
一列士嘉堡輕鐵列車駛離堅尼地站

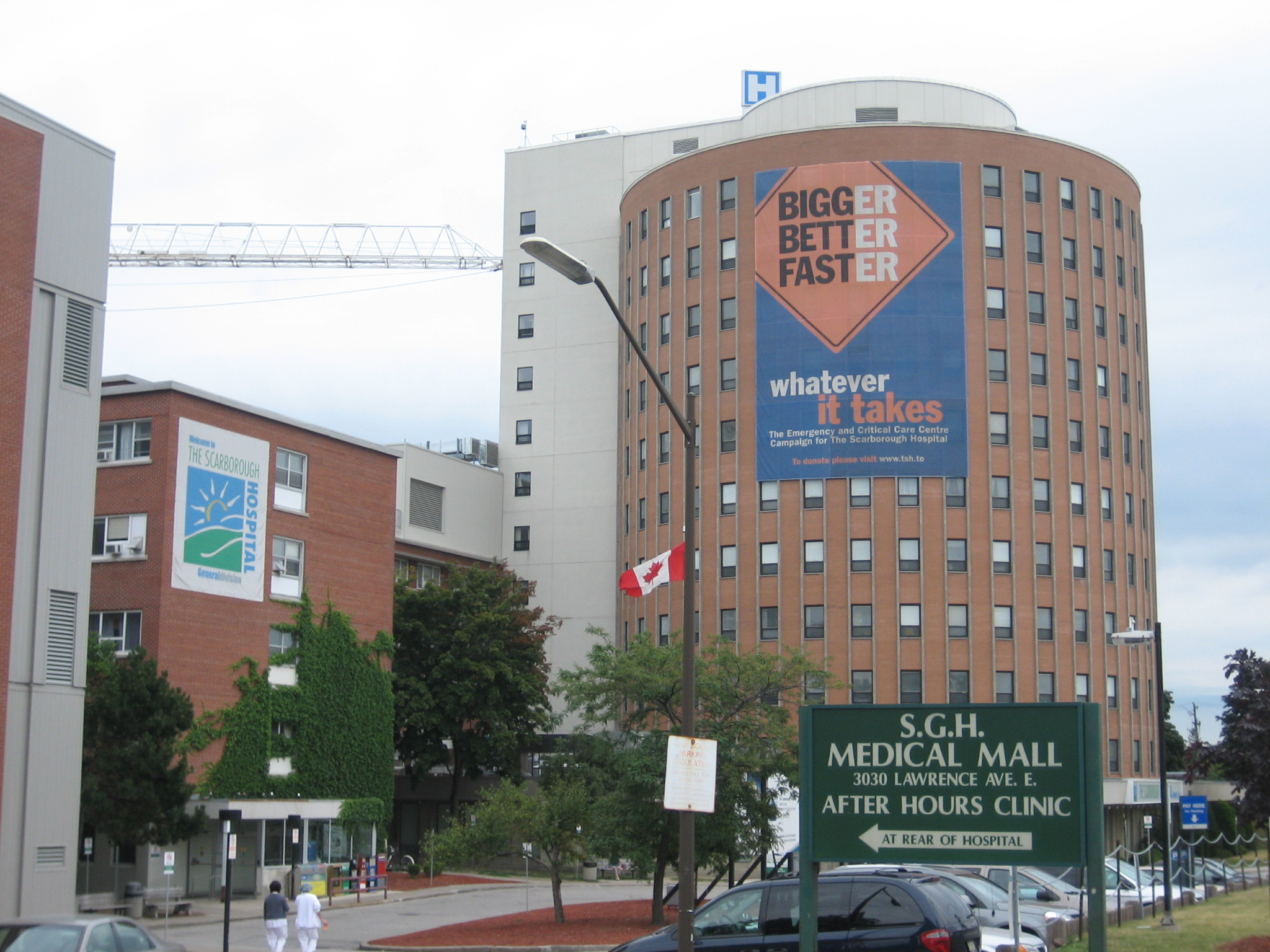
士嘉堡全科醫院

### 交通
士嘉堡區内的公共交通由多倫多公車局（TTC）提供。TTC旗下的多倫多地鐵布魯亞－丹佛線於士嘉堡區内設有三個車站，分別為維多利亞公園站、華登站和堅尼地站。除軌道交通外，TTC亦於區内營運多條巴士綫。
TTC亦從1985年至2023年間營運士嘉堡輕鐵，全綫六站（堅尼地站、羅倫斯東站、艾斯美站、美蘭站、士嘉堡中心站和麥高雲站）皆位於士嘉堡區内，於堅尼地站與布魯亞-丹佛線交匯。隨著士嘉堡輕鐵車隊的壽命接近終結，TTC於2021年提議在2023年停運該線並以巴士服務取代之，直至布魯亞-丹佛線延線開通為止。士嘉堡輕鐵於2023年7月24日出現脫軌事故後，該線較原定提早四個月停運。布魯亞-丹佛線延線項目將地鐵服務從堅尼地站伸延至雪柏東路夾麥高雲道，暫定2030年完成。此外，興建中的艾靈頓輕鐵東端總站將設於堅尼地站，自此經艾靈頓路往西伸延至丹尼士山站，暫定2024年通車。
GO運輸公司旗下有兩條通勤鐵路綫駛經士嘉堡，分別為湖濱東綫和史托夫維爾綫。
安大略401號省道以東西向橫跨士嘉堡，西通溫莎市，東至魁北克省邊界，是士嘉堡區内唯一一條省級高速公路。區内道路網主要呈棋盤狀，但在士嘉堡鄉勘探前則已定線的京士頓道和丹佛道則以西南至東北走向跨越士嘉堡南部。區内東西向要道包括士刁士路、芬治路、雪柏路、艾斯美道、羅倫斯路、艾靈頓路和聖卡拉路，南北向要道則包括維多利亞公園路、藥房路、華登路、貝治芒道、堅尼地道、美蘭路、冰梨道、麥高雲道、萬錦道、士嘉堡高球會道、尼信道和摩寧西路。由市府管理的2A公路則連接京士頓道和401號省道。此外，大多市政府曾於1960年代計劃興建士嘉堡高速公路，連接2A公路和嘉甸拿高速公路，但項目因公眾反對而取消。

### 醫療
士嘉堡醫療網絡在區内營運三間醫院，分別為位於羅倫斯路夾麥高雲道的士嘉堡全科醫院、位於艾斯美道夾尼信道的兆康醫院、以及位於貝治芒道夾芬治路以北的貝治芒醫院。

## 教育

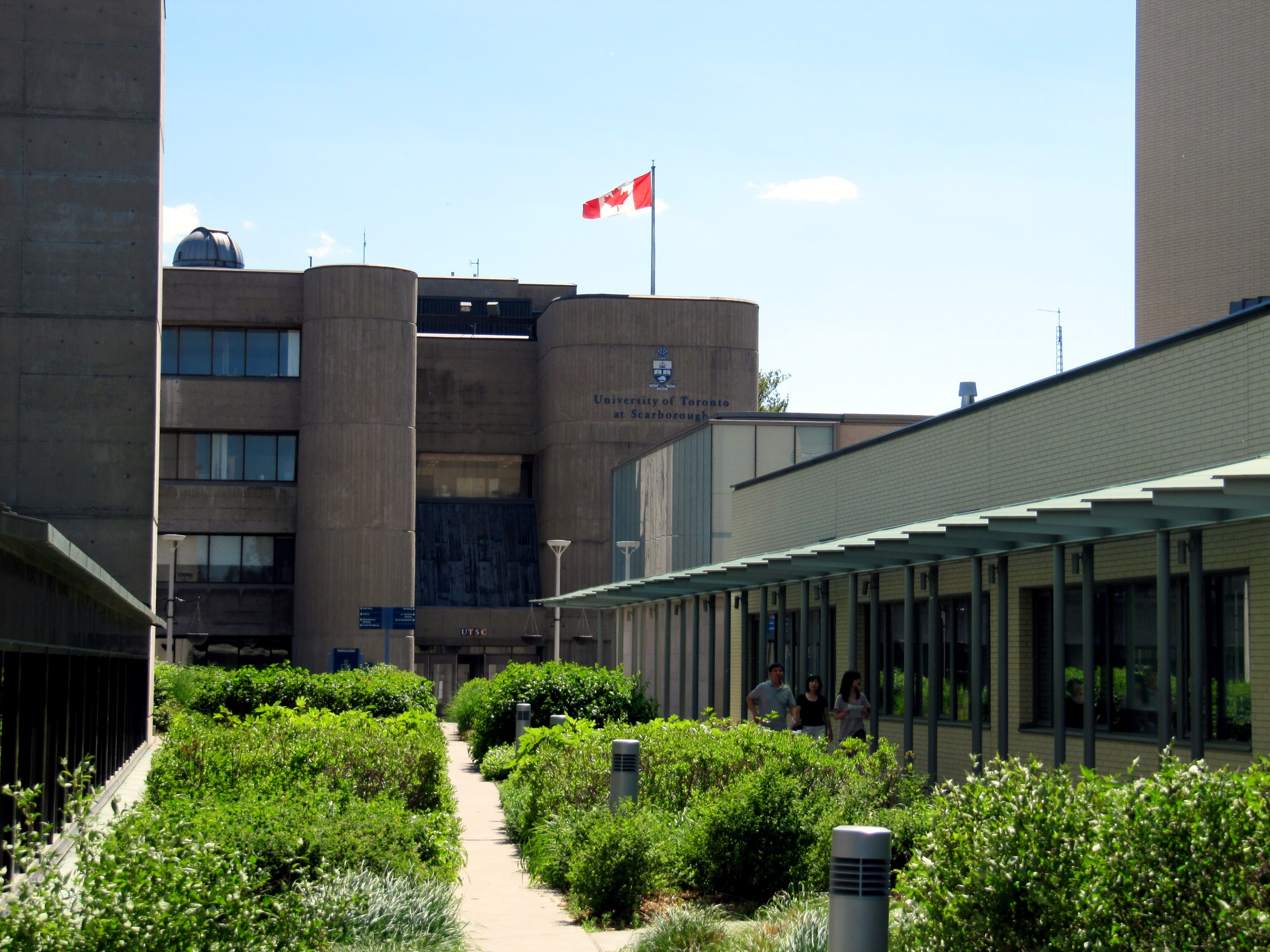
多倫多大學士嘉堡校區

士嘉堡區内的公立中小学校按照主要授課語言和宗教背景由四間機構營運：
- 多倫多公校教育局營運區内的英語世俗公校（139間小學、26間中學）[44]；1998年六市合併前這些學校由士嘉堡教育局（英语：Scarborough Board of Education）營運
- 多倫多天主教教育局營運區内的英語天主教公校
- 維亞蒙德教育局（法语：Conseil scolaire Viamonde）營運區内的法語世俗公校（2間小學）[45]
- 我的未來天主教教育局（法语：Conseil scolaire catholique MonAvenir）營運區内的法語天主教公校（2間小學）[46]

區内還有兩家大專院校，分別為多倫多大學士嘉堡校區和百年理工學院。

## 文化

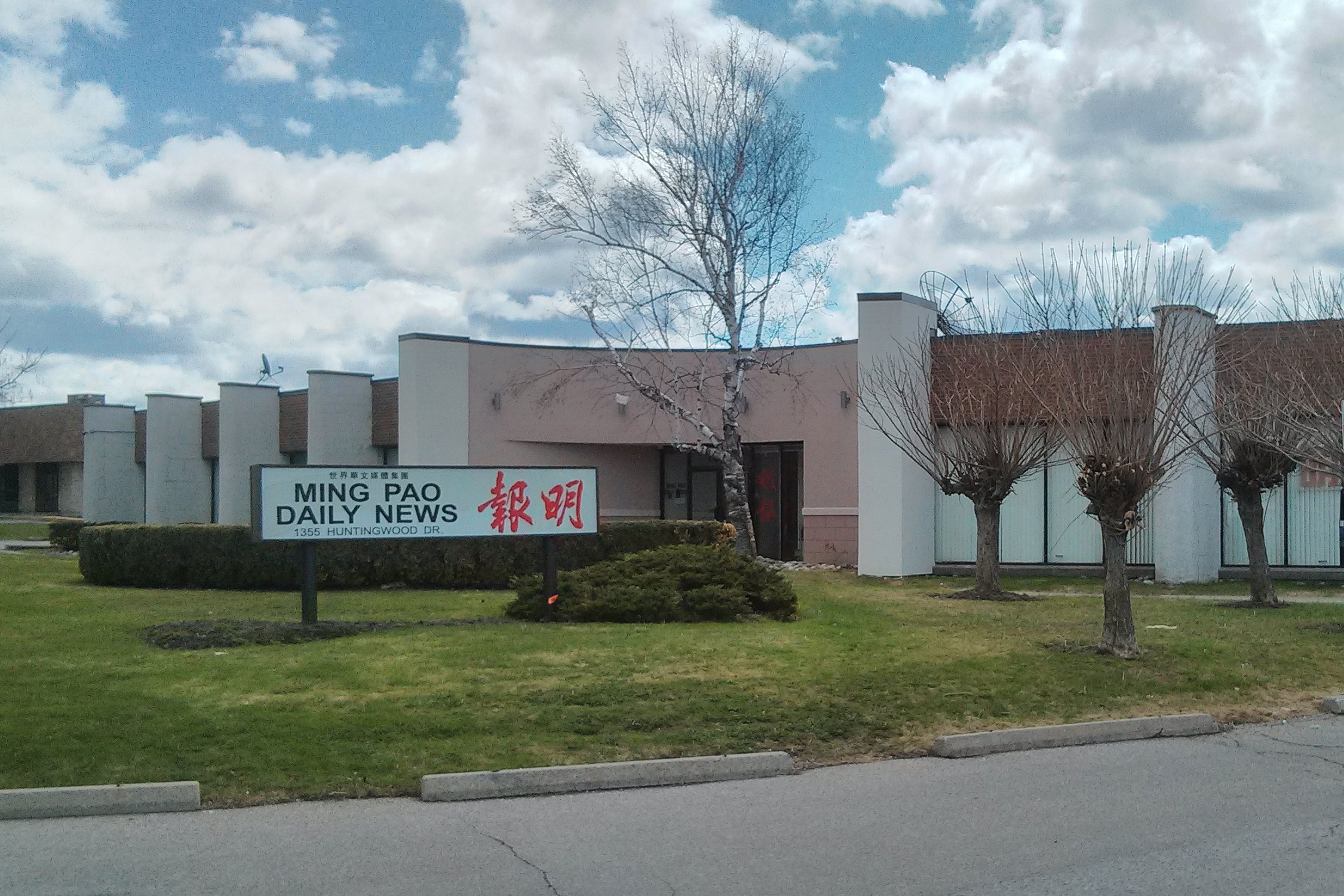
位於亨廷活徑的《明報》加東總部

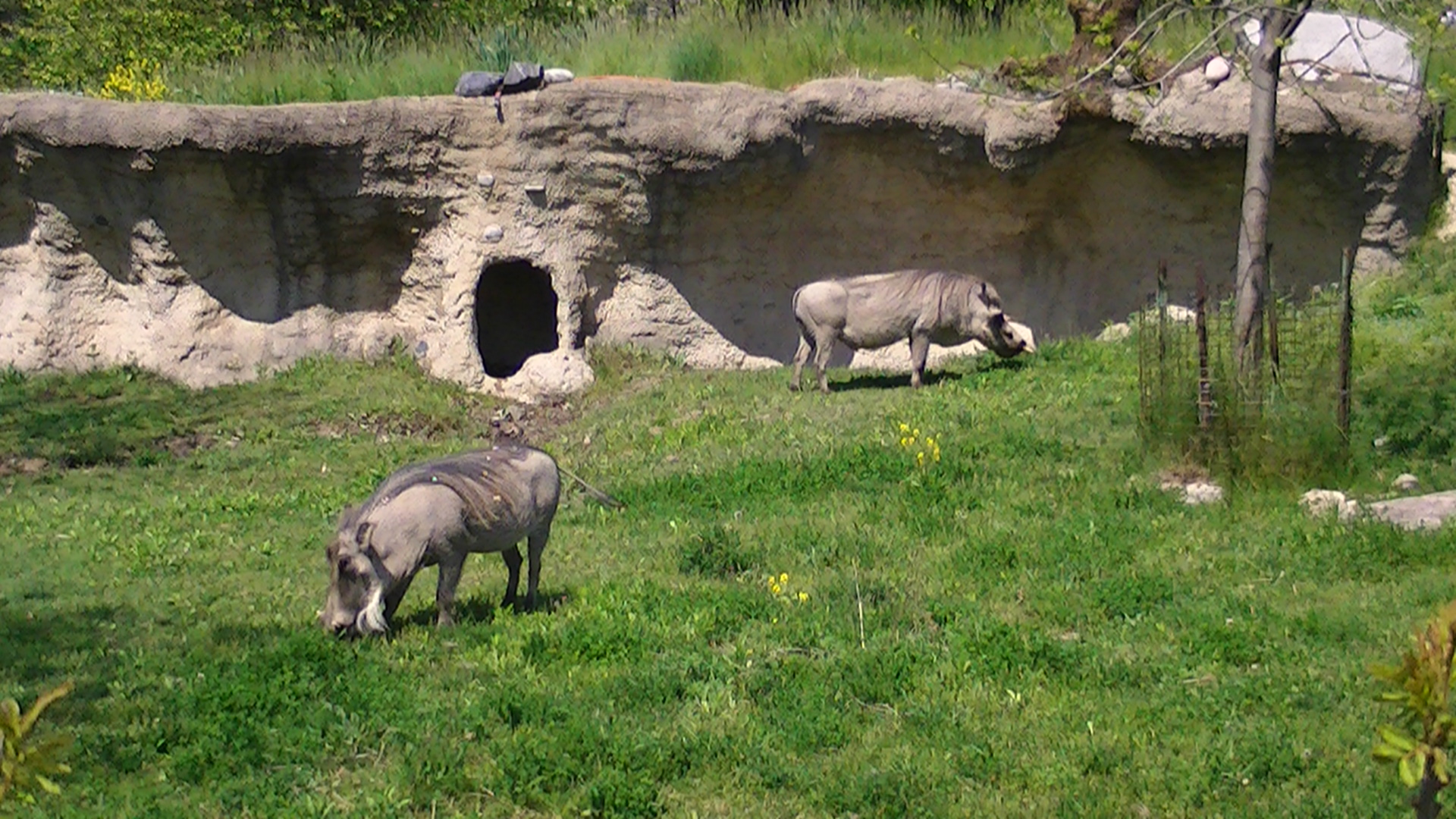
多倫多動物園内的疣豬

士嘉堡是多倫多媒體市場的一部分，該市的報章（包括《多倫多星報》和《多倫多太陽報》）、廣播電台和電視台皆在此作業。最早於士嘉堡發行的地區報章為《士嘉堡新聞及廣告報》，1921年創刊，1930年代停刊。其他曾在此發行的地區報包括《企業報》（1945年-66年）、《士嘉堡郵報》（1946年-55年）和《新聞報》（1952年-96年）。當地最後一份英文地區報為《士嘉堡鏡報》，1962年創刊，後歸入《多倫多星報》的地區報章分部，2023年起停止印製紙版報章並轉型為網媒。《明報》加東總部亦設於士嘉堡，1993年起自此發行該報加東版。
CTV電視網多倫多分台CFTO的廣播中心位於麥高雲道和401號公路交界處；CTV的全國新聞部（包括CTV新聞台）和體育頻道TSN亦在此運作。
受士嘉堡與多倫多其他地區的對比影響，當地居民亦發展出一套獨特的幽默感，從士嘉堡土生土長的加拿大演員麥克·邁爾斯代表作《反斗智多星》可見一班。其他來自士嘉堡的著名演藝人物包括約翰·坎迪、艾瑞克·麥柯馬克、莉莉·辛格、裸體淑女樂隊和歌手威肯，而占·基利亦曾於士嘉堡渡過青年。
多倫多動物園於1974年從市中心遷至位於紅河河谷的現址，總面積從市中心時期的3公頃（7.4英畝）擴充至現時的300公頃（740英畝）。

### 引用文獻
- (PDF). 黎全恩、梁恆達. 西門菲沙大學林思齊國際交流中心. 2012  [2012-11-04]. （原始内容存档 (PDF)于2016-03-04）.
- Chuen-yan David Lai. . UBC Press. 1988. ISBN 0774803096.

## 外部連結
- Scarborough Historical Society and Scarborough Archives－士嘉堡歷史學會及檔案庫
- Scarborough section of Toronto Archives （页面存档备份，存于）－多倫多市檔案庫 士嘉堡分頁

Template:多倫多社區